# Освальд Поль
Освальд Поль (нім. Oswald Pohl; 30 червня 1892, Дуйсбург — 7 червня 1951, Ландсберг-ам-Лех) — обергруппенфюрер СС і генерал військ СС (20 квітня 1942), начальник Головного адміністративно-господарського управління СС (1 лютого 1942 — 8 травня 1945).

## Життєпис
Освальд Поль народився 30 червня 1892 року в Дуйсбурзі в сім'ї коваля Германа Отто Еміля Поля і його дружини Августи Поль (уродженої Зайферт), він був п'ятим з восьми дітей. Після закінчення школи в 1912 році вступив на службу на військово-морський флот, проходив тренування в Кілі і Вільгельмсхафені, потім служив на крейсері «Кондор». У Першу світову війну служив в регіоні Балтійського моря і на узбережжі Фландрії. Поль також закінчив військово-морську школу та 1 квітня 1918 отримав звання скарбника ВМФ. Більшу частину вільного часу він проводив на морі, а потім влаштувався в Кілі. 30 жовтня того ж року він одружився. Після закінчення війни Поль відвідував курси в ремісничому училищі, потім почав вивчати право в Університеті імені Християна Альбрехта. Незабаром він кинув університет і став скарбником 5-го полку бригади «Левенфельд» з 1919 по 1920 працюючи в Берліні. Взяв участь в Каппівському путчі. У липні 1922 року вступив до НСДАП. У 1924 році був переведений у Свінемюнде. У 1925 Поль стає членом СА, а потім заново вступає у до цього заборонену НСДАП (квиток № 30 842). До 1929 року був керівником осередку НСДАП і командиром загонів СА в Свінемюнде.

### Кар'єра в СС
9 листопада 1933 року за протекцією Генріха Гіммлера вступає в СС (квиток 147 614), потім поступив до Імперської командирської школи. Після її закінчення рекомендований начальником школи на посаду командира бригади. Відрізнявся неймовірною енергією і честолюбством. 1 лютого 1934 року в чині штандартенфюрера СС стає начальником IV відділу Особистого штабу рейхсфюрера СС. 1 червня 1935 призначений начальником Адміністративного управління СС, у віданні якого перебувала інспекція концтаборів, організація і нагляд за адміністрацією концтаборів. Крім того він заснував «Товариство за збереження і зміцнення німецьких пам'ятників культури», яке в основному було присвячено відновленню замку Вевельсбург. «Товариство» незабаром було включено в апарат СС, підконтрольний Полю. Поль також покинув лоно Римо-католицької церкви в 1935 році. З 1938 організовував холдинги СС і був головою правління Німецького Червоного Хреста. 8 червня 1939 рік стає начальником Головного адміністративного та економічного управління (у відомстві СС), а також начальником фінансового і будівельного управління (у відомстві Міністерства внутрішніх справ). Після об'єднання двох організацій 1 лютого 1942 року був призначений начальником Головного адміністративно-господарського управління СС (англ. SS-Wirtschafts- und Verwaltungshauptamt). Його головним завданням було управління системою концтаборів, а також передачею вилучених у в'язнів цінностей в Рейхсбанк. На цій посаді він намагався припинити жорстоке поводження персоналу концтаборів з ув'язненими, впроваджував заходи щодо підвищення продуктивності їхньої праці.

### Після війни
Після війни переховувався з чужими документами, але був арештований британськими військами 27 травня 1946 року. Засуджений до смертної кари на одному з наступних Нюрнберзьких процесів (Процес у справі економічного управління СС, або «США проти Освальда Поля»). Повішений в Ландсберзькій в'язниці.

## Звання
- Штурмфюрер СА (1 червня 1931)
- Оберштурмфюрер СА (9 листопада 1932)
- Штурмбаннфюрер СС (9 листопада 1933)
- Штандартенфюрер СС (1 лютого 1934)
- Оберфюрер СС (9 вересня 1934)
- Бригадефюрер СС (1 червня 1935)
- Группенфюрер СС (30 січня 1937)
- Обергруппенфюрер СС і генерал військ СС (20 квітня 1942)

## Нагороди

### Перша світова війна
- Залізний хрест 2-го і 1-го класу
- Ганзейський Хрест (Гамбург)
- Військова медаль (Османська імперія)
- Нагрудний знак «За поранення» в сріблі

### Міжвоєнний період
- Сілезький Орел 2-го і 1-го ступеня
- Хрест Левенфельда
- Цивільний знак СС (№ 143 970)
- Почесний кут старих бійців
- Почесний хрест ветерана війни з мечами
- Золотий партійний знак НСДАП
- Німецька імперська відзнака за фізичну підготовку в золоті
- Спортивний знак СА в бронзі
- Кільце «Мертва голова»
- Почесна шпага рейхсфюрера СС
- Медаль «За вислугу років в НСДАП» в бронзі (10 років) (1936)[5]
- Медаль «За вислугу років у СС»[5]
  - 4-го ступеня (4 роки) (1933)
  - 3-го ступеня (8 років) (1937)
- Медаль «У пам'ять 13 березня 1938 року»
- Медаль «У пам'ять 1 жовтня 1938» із застібкою «Празький град»

### Друга свтітова війна
- Медаль «За вислугу років в НСДАП» в сріблі (15 років) (1941)[5]
- Медаль «За вислугу років у СС» 2-го ступеня (12 років) (1941)[5]
- Хрест Воєнних заслуг 2-го і 1-го класу з мечами
- Німецький хрест в сріблі (1 липня 1943)
- Лицарський хрест Хреста Воєнних заслуг з мечами (10 жовтня 1944)